# Nancy Graves

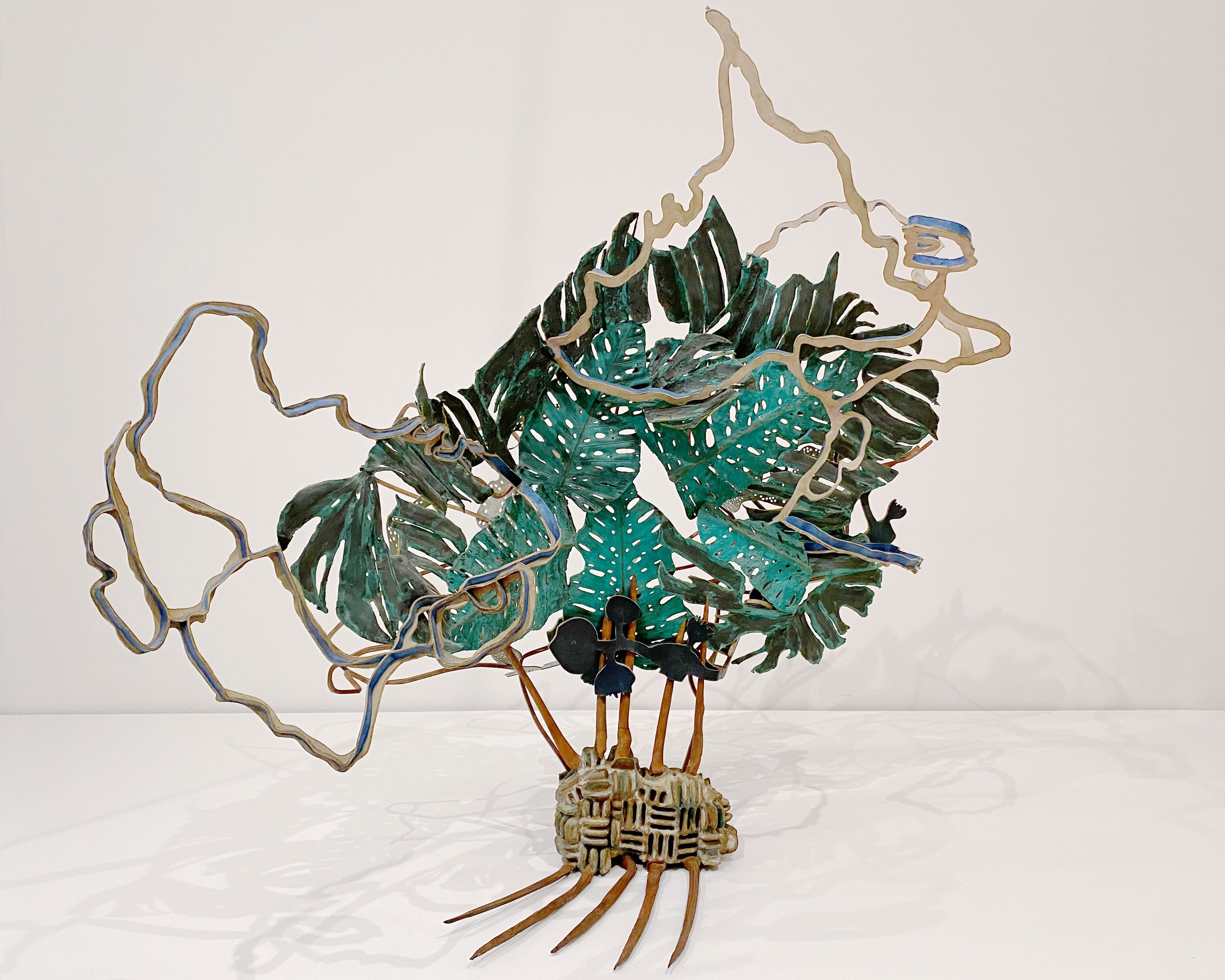
Bronzeplastik Fayum (1981) von Nancy Graves mit üppig grünen Blättern einer Monstera-Pflanze ausgestellt im SFMOMA

Nancy Graves (* 23. Dezember 1939 in Pittsfield, Massachusetts; † 21. Oktober 1995 in New York) war eine US-amerikanische Bildhauerin, Malerin und Filmemacherin, die durch ihre Beschäftigung mit Naturphänomenen wie Kamelen oder Mondkarten bekannt wurde. Sie wird als eine Vertreterin der Spurensicherung (Kunst) angesehen.

## Leben und Werk
Ihr Interesse für Kunst, Natur und Anthropologie wurde durch ihren Vater gefördert, der künstlerischer Direktor eines Museums war. Nachdem sie am Vassar College begonnen hatte, englische Literatur zu studieren, legte sie an der Yale University 1964 die Abschlüsse Bachelor und Master ab. In Yale lernte sie Chuck Close und Richard Serra kennen. Sie erhielt ein Fulbright-Stipendium und studierte ein Jahr lang Malerei in Paris. Dort heiratete sie im Sommer 1965 ihren Kommilitonen Richard Serra. Von Paris zogen beide 1966 für ein Jahr nach Florenz, wo Graves’ erste lebensgroße Skulpturen von Kamelen entstanden. Nach ihrer Rückkehr in die USA mietete sie ein Atelier in New York an. Es entstanden weitere Kamelskulpturen, die unter anderem 1969 im Whitney Museum of American Art ausgestellt wurden. Graves ist die erste Künstlerin unter 35 Jahren, der das Whitney Museum eine Einzelausstellung widmete. Die Plastiken zeigen drei einzelne Kamele, jedes aus verschiedensten Materialien wie Wachs, Fiberglas, Sackleinen und Tierhaut hergestellt. Jedes Kamel ist darüber hinaus mit Acryl- und Ölfarbe bemalt, um es realistisch erscheinen zu lassen. Die Whitney-Ausstellung machte Graves schlagartig als eine der Protagonistinnen des Hyperrealismus bekannt. Die Kamele befinden sich heute in der National Gallery of Canada, zwei spätere „Geschwister“ befinden sich im Ludwig Forum für Internationale Kunst in Aachen. Andere Skulpturen zeigen nachgebildete Knochen prähistorischer Tiere.
Parallel zu den Skulpturen entstanden Zeichnungen, Gemälde, Filme und Collagen, die zum Teil zwar die Anmutung wissenschaftlicher Recherchematerialien haben, gleichzeitig aber autonome Kunstwerke sind.
Ab 1970 entstanden vermehrt Gemälde und Zeichnungen statt Skulpturen. So setzte Graves, vergleichbar der Pop-Art, vorgefundene Illustrationen aus Fachbüchern in Gemälde um. Motive waren vorerst Tiere, Bewegungsstudien nach Eadweard Muybridge oder Masken indigener Völker. Die dabei entwickelte Punktmaltechnik setzte Graves wenig später auch ein, um Gemälde von der Mond- und Marsoberfläche zu malen, die auf Karten- und Fotomaterial der NASA beruhten. Graves’ Augenmerk galt dabei immer auch den technischen Voraussetzungen der jeweiligen Vorlagen. So übernahm sie etwa Störungen und Bildfehler in ihre Gemälde, die aufgrund der komplizierten Übertragungsprozesse der NASA-Fotos vom Weltraum auf die Erde entstanden waren. Jeder Motivgruppe ging eine tiefgreifende Beschäftigung mit dem jeweiligen wissenschaftlichen Quellenmaterial voraus. Graves’ persönliche Handbibliothek listete nach ihrem Tod über 2.400 Titel verschiedenster Wissenschaftsbereiche auf.
Nancy Graves wurde 1972 zur Teilnahme an der Documenta 5 in Kassel in die Abteilung Individuelle Mythologien und zur documenta 6 1977 als teilnehmende Künstlerin berufen.
Ab Ende der 1970er Jahre fand eine erneute Hinwendung zur Bildhauerei statt. Es entstanden post-moderne Skulpturen aus Bronze und anderen Materialien, mit denen die Künstlerin auf dem US-amerikanischen Kunstmarkt großen Erfolg hatte. Ihre letzten Lebensjahre waren vom experimentellen Gebrauch immer neuer Werkmaterialien wie Kunstharz und Acrylglas bestimmt.
1985 entwarf Nancy Graves Kostüme und Bühnenbild für das Tanzstück „Lateral Pass“ der Choreografin Trisha Brown, mit der Graves auch persönlich befreundet war.

## Werke
- Goulimine (Film, 1970)
- Izy Boukir (Film, 1971)
- VI Maskeyne Da Region of the Moon (Lithographie, 1972)[1]
- Fragment (Gemälde, 1977)[2]
- Wheelabout (Plastik, 1985)[3]
- Hindsight (Plastik, 1986)[4]
- Immovable Iconography (Plastik, 1990)[5]

## Auszeichnungen
- Skowhegan Medal for Drawing, Graphics (1980).
- New York Dance and Performance Bessie Award (1986).
- Honorary Degree, Skidmore College (1989).
- Wahl zum Mitglied der American Academy of Arts and Letters (1990).[6]
- Wahl zum Mitglied (NA) der National Academy of Design (1994)[7]
- Wahl zum Mitglied der American Academy of Arts and Sciences (1994)

## Ausstellungen (Auswahl)
- 1969: Nancy Graves. Camels, Whitney Museum of American Art, New York
- 1971: Nancy Graves, Neue Galerie im Alten Kurhaus, Aachen
- 1971: Projects: Nancy Graves, Museum of Modern Art, New York
- 1972: Teilnahme documenta 5, Kassel
- 1977: Teilnahme documenta 6, Kassel
- 1987: Nancy Graves. A Sculpture Retrospective, Hirshhorn Museum, Washington, D.C.
- 2013: Nancy Graves Project & Special Guests, Ludwig Forum für Internationale Kunst, Aachen